# مدل تبلیغاتی

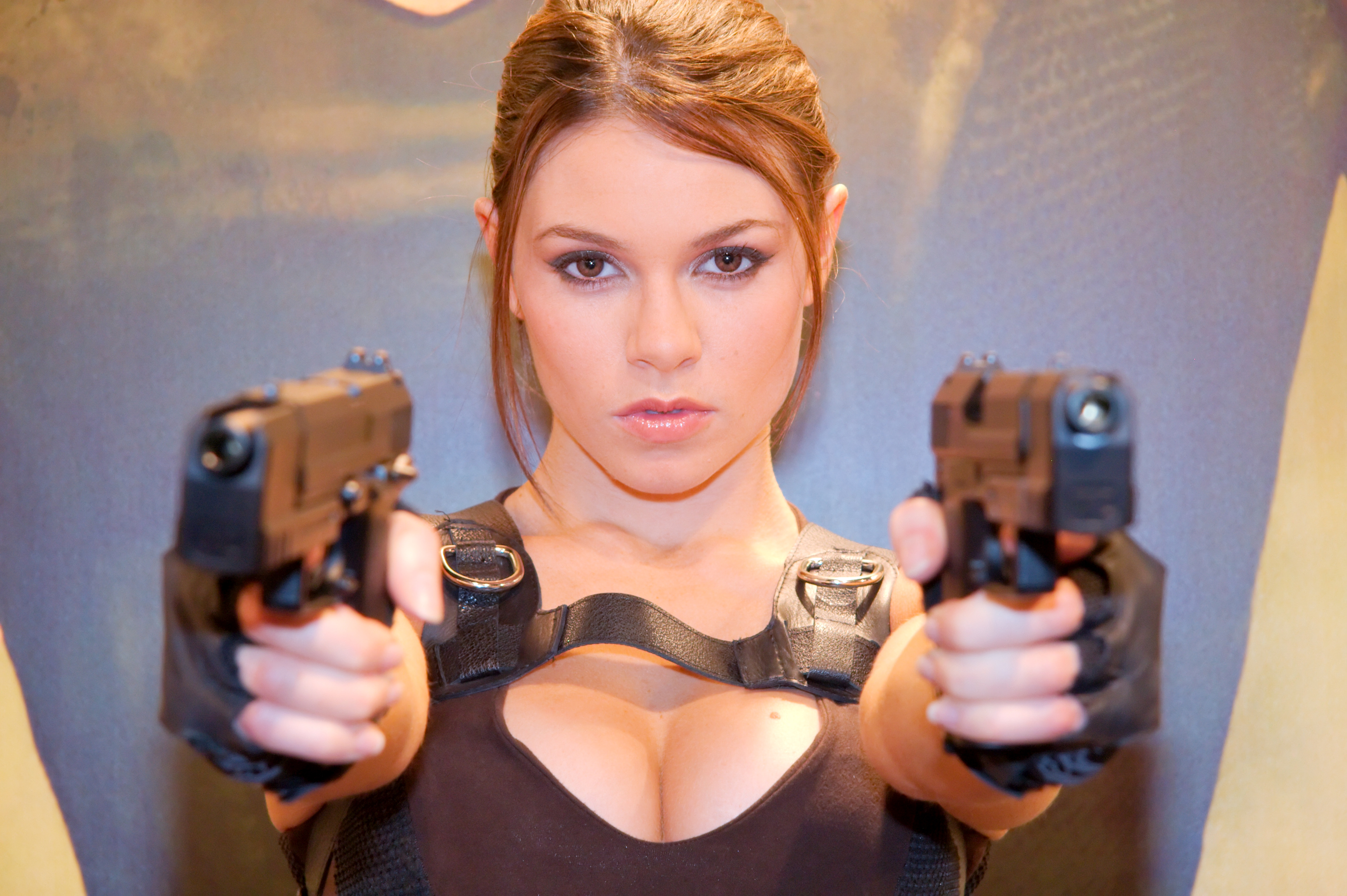
اَلیسون کَرول در لباسِ لارا کرافت جشنوارهٔ بازی‌های پاریس در سال ۲۰۰۸ میلادی

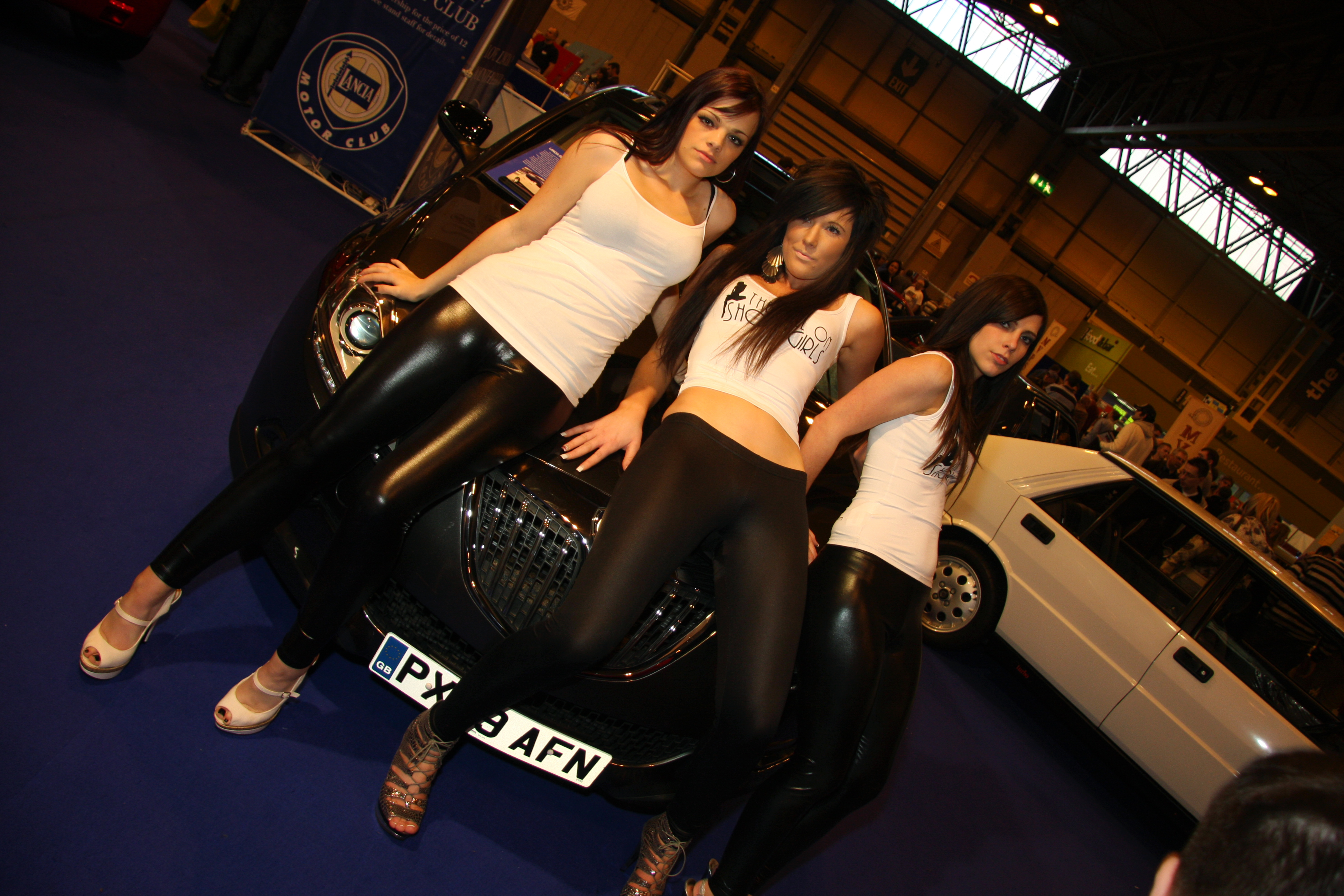
۳ مدل در نمایشگاه خودروهای کلاسیک در بیرمنگام، انگلستان در سال ۲۰۰۹ میلادی

مدل تبلیغاتی (انگلیسی: Promotional model) به مدل یا مانکنی گفته می‌شود که برای بالابردن تقاضا و تبلیغِ یک محصول مصرفی، برند، سرویس خدماتی یا ارتباط مستقیم با مشتریان و خریدارانِ بالقوه استخدام می‌شوند.
بیشتر مدل‌های تبلیغاتی از لحاظ چهره و ظاهر فیزیکی، جذاب و زیبا هستند. وظیفهٔ آنان این است که محصول را در ذهن مشتری خواستنی‌تر جلوه دهند. معمولاً در نمایشگاه‌ها، مدل‌های تبلیغاتی پاسخگوی سوالات خبرنگاران و مشتریان نیز هستند.
اگر چه این نوع بازاریابی، در مقایسه با روش‌های سنتی تبلیغات رسانه‌ای، هزینهٔ بیشتری دارد و افراد کمتری را مخاطب قرار می‌دهد، اما افزایش درک و آگاهی مشتریان از یک برند، محصول، سرویس خدماتی یا کمپانی با این روش، که دربرگیرندهٔ برخورد فرد-به-فرد است، بیشتر و مؤثرتر انجام می‌شود.
وظیفهٔ مدل‌های تبلیغاتی بر حسب اهداف بازاریابی متفاوت و شاملِ افزایش آگاهی دربارهٔ محصول، اطلاع‌رسانی، ایجاد ارتباط بین یک محصول و یک پیام خاص در ذهن مشتری، دادن بروشور، کاتالوگ و نمونه کالا، هدایای کوچک به بازدیدکنندگان و مشتریان است.
این مدل‌ها می‌توانند در اماکنی چون فروشگاه‌های خرده‌فروشی، پاساژها و مجتمع‌های خرید، نمایشگاه بازرگانی، کلوپ‌های اختصاصی و حتی فضاهای عمومی شهر مستقر شوند و به وظایفِ محوله‌شان بپردازند.
«مدل برند» یا «چهرهٔ برند» (Spokesmodel) اصطلاحی است که به مدلی اطلاق می‌شود که برای تبلیغات یک برند یا محصول خاص به کار گرفته می‌شود تا چهره‌ای مرتبط با آن برند باشد. گاهی یک سلبریتی تنها در تبلیغات ظاهر می‌شود و نقش چهرهٔ برند را دارد (در حالی‌که سفیر برند  علاوه بر تبلیغات، نمایندگی برند را در رویدادهای مختلف اجتماعی نیز بر عهده دارد). با این حال، اصطلاح چهرهٔ برند معمولاً به مدلی گفته می‌شود که خود به‌تنهایی چهره مشهوری نیست.